# Кубок Азербайджанской ССР по футболу
Кубок Азербайджанской ССР по футболу — кубковый футбольный турнир, проводившийся футбольными командами Азербайджанской ССР с 1936 по 1991 год. Кубок проводился параллельно с розыгрышами чемпионатов Азербайджанской ССР.

## Победители
| - 1936 Строитель (Баку) - 1937 Строитель Юга (Баку) - 1938 Строитель Юга (Баку) - 1939 Локомотив (Баку) - 1940 Динамо (Баку) - 1947 Пищевик (Баку) - 1948 Пищевик (Баку) - 1949 ККФ (Баку) - 1950 Трудовые резервы (Баку) - 1951 Завод им. С. М. Будённого (Баку) - 1952 Завод им. С. М. Будённого (Баку) - 1953 Динамо (Баку) - 1954 БОДО (Баку) - 1955 Завод им. С. М. Будённого (Баку) | - 1956 НПУ «Орджоникидзенефть» (Баку) - 1957 Мехсул (Товуз) - 1958 СК БО ПВО (Баку) - 1960 АТЗ (Сумгаит) - 1961 НПУ «Орджоникидзенефть» (Баку) - 1962 МОИК (Баку) - 1963 МОИК (Баку) - 1964 Восток (Баку) - 1965 Восток (Баку) - 1966 Восток (Баку) - 1967 Апшерон (Баку) - 1968 Политехник (Мингечаур) - 1969 МОИК (Баку) | - 1970 МОИК (Баку) - 1971 Суруханец (Сальяны) - 1972 Изолит (Мингечаур) - 1973 МОИК (Баку) - 1974 МОИК (Баку) - 1975 Суруханец (Баку) - 1976 МОИК (Баку) - 1977 Суруханец (Баку) - 1978 МОИК (Баку) - 1979 Суруханец (Баку) - 1980 Энергетик - 1981 Гянджлик (Баку) - 1982 Гянджлик (Баку) | - 1983 Виляш (Масаллы) - 1984 Кондитер (Гянджа) - 1985 Кондитер (Гянджа) - 1986 Иншаатчы (Сабирабад) - 1987 Хазар (Ленкорань) - 1988 Араз (Баку) - 1989 Гянджлик (Баку) - 1990 Карабах (Агдам) - 1991 Иншаатчы (Баку) |